# Emin pasa
Mehmet Emin Pasa, születéskori nevén Isaak Eduard Schnitzer, a keresztségben (1874) szerzett nevén Eduard Carl Oscar Theodor Schnitzer (1840. március 28. – 1892. október 23.) orvos, természettudós és Egyiptom Equatoria tartományának kormányzója. A pasa címet csak 1886-ban adták neki.

## Élete
Emin pasa a sziléziai Opole városában született középosztálybeli német zsidó szülők gyermekeként. A család a gyermek kétéves korában a Lengyelországbeli Neissébe költözött. Apjának 1845-ben bekövetkezett halála után anyja újra férjhez ment egy nem zsidó származású férfihoz; ő és közös gyermekük az evangélikus hitet vették fel. Emin a wrocławi, königsbergi (Kalinyingrád) és a berlini egyetemeken tanult, 1864-ben orvosként végzett. A praktizálástól azonban eltiltották, ezért Németországból Konstantinápolyba utazott, szándéka az volt, hogy az Oszmán Birodalmat szolgálja.
Bécsen és Trieszten át vezető útja során megállt a montenegrói Antivariban, ahol szívesen fogadták és hamarosan ismét orvosi gyakorlatot folytatott. A jó nyelvérzékét hasznos célokra fordította, az általa beszélt európai nyelveket a török, az albán és a görög nyelvekkel egészítette ki. A kikötő karanténjának tisztiorvosa lett, csak 1870-ben távozott innen, amikor Ismail Hakki Pasának, Észak-Albánia kormányzójának kíséretéhez csatlakozott, annak az Oszmán Birodalomban tett útja során.
Amikor Hakki Pasa 1873-ban meghalt, Emin visszautazott Neissébe a pasa özvegyével és gyermekeivel, akiket saját családjaként mutatott be, de 1875 szeptemberében hirtelen távozott, majd Kairóban bukkant fel, ahonnan még annak az évnek decemberében Kartúmba utazott tovább. Ekkor vette fel a „Mehemet Emin” nevet (arabul Muhammad al-Amín), orvosi praxist kezdett, növényeket, állatokat, madarakat kezdett gyűjteni, melyek közül sokat európai múzeumoknak küldött tovább. Bár sokan iszlám vallásúnak tartották, nem világos, hogy valaha is áttért-e erre a hitre.
Charles George Gordon, Equatoria tartomány akkori kormányzója tudomást szerzett Emin érkezéséről, és felajánlotta neki, hogy legyen a tartomány tisztiorvosa. Emin rábólintott a felkérésre és 1876 májusában a tartományba utazott. Gordon azonnal diplomáciai missziókkal bízta meg Emint a délen fekvő Bugandába és Bunyoróba, ahol Emin szerény stílusa és az általa tökéletesen beszélt lugandai nyelv nagyon népszerűvé tette.
1876 után Emin Ladóba helyezte át székhelyét, innen szervezte a régióba tartó expedíciókat. 1878-ban Egyiptom kedivéje (az egyiptomi alkirályok 1805-1914 között használt titulusa) Emint Gordon utódjául nevezte ki a tartomány kormányzói székébe, és a „bej” címet adta neki. Az előkelő cím ellenére Eminnek kicsi volt a hatásköre; katonai erejét mindössze néhány ezer katona alkotta, akik állásaik körül csak egy néhány kilométernyi területet ellenőriztek, a kartúmi kormány közömbösen fogadta fejlesztési javaslatait.
Muhammad Ahmad 1881-ben kezdődő lázadása elvágta Equatoriát a külvilágtól, és a rákövetkező évben Karam Allah délnek fordult csapataival, hogy elfoglalja Equatoriát és fogságba ejtse Emint. 1885-ben Emin és erőinek nagy része délre vonult vissza, az Albert-tó közelében fekvő Wadelaiba. Bár észak felé el volt vágva a külvilágtól, a Buganda Királyságon keresztül levélkapcsolatban tudott maradni Zanzibárral. Mivel elhatározta, hogy Equatoriában marad, a barátja, Wilhelm Junker által továbbított hivatalos nyilatkozatai jelentős együttérzést keltettek Európában, különösen Gordon előző évben bekövetkezett halála után. 

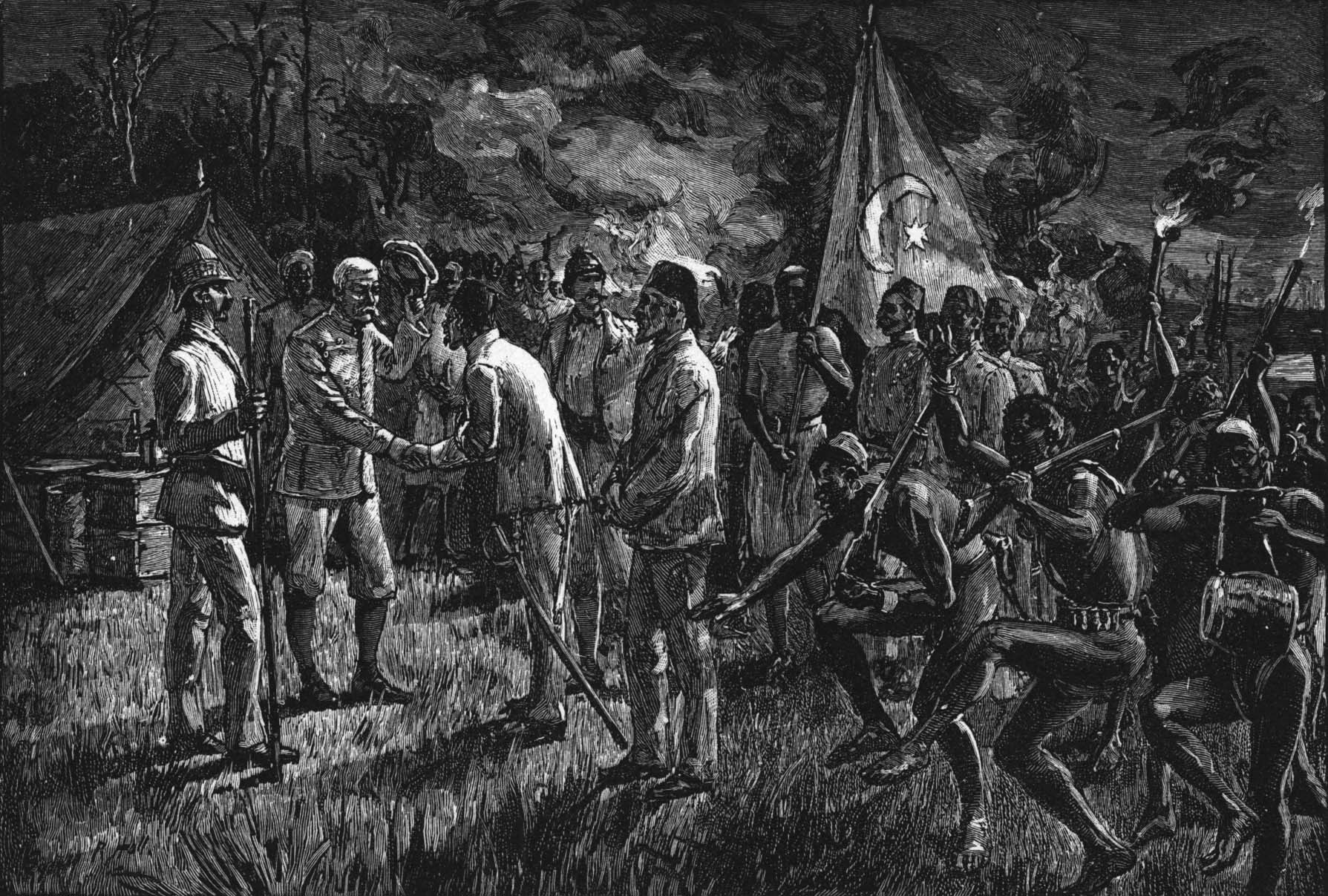
Emin pasa és Stanley találkozása (véset Stanley könyvéből, A legsötétebb Afrikából)

Az Emin pasa kiszabadítására indított expedíció, melyet Henry Morton Stanley vezetett, Emin megmentését tűzte céljául. Az expedíció a Kongó-folyón hajózott fel a belga II. Lipót belga király által felajánlott gőzhajókon, majd rendkívüli nehézségek közt áthatolt az Ituri-esőerdőn, útja során az expedíció résztvevőinek kétharmada odaveszett.
A nagy út minden részletét pontosan örökítette meg az expedíció fehér bőrű résztvevőinek naplója (például Edmund Musgrave Barttelot őrnagyé, William Grant Stairs századosé, A.J. Mounteney Jephsoné vagy az expedíció orvosáé, Thomas Heazle Parke-é). Stanley 1888 áprilisában talált rá Eminre, majd egyévnyi vitát és tétovázást követően, mely során Emin lázadó tisztjei Emint és Jephsont házi őrizetbe vették, végül sikerült Emint meggyőzni, hogy induljanak útnak a tengerpart felé. 1890-ben érkeztek meg az Indiai-óceán partján fekvő Bagamoyóba. A megérkezésükre rendezett ünneplés során Emin megsérült, amikor egy üvegablakon, melyet tévesen átjárónak hitt, átlépett. Két hónapot töltött kórházban, így Stanleynek úgy kellett távoznia, hogy nem volt módja Emint hazavinni.
Emin ezután a Német Kelet-Afrika Társaság szolgálatába lépett, és elkísérte Franz Stuhlmannt a kontinens belsejében fekvő tavakhoz vezetett expedícióján. Az expedíció során, 1892. október 23-án vagy 24-én két arab, akik valószínűleg rabszolga-kereskedők voltak, Kinenénél megölte.